# Campeonato Panamericano de Judo de 1992
El XIX Campeonato Panamericano de Judo se celebró en Hamilton (Canadá) en 1992 bajo la organización de la Unión Panamericana de Judo.
En total se disputaron dieciséis pruebas diferentes, ocho masculinas y ocho femeninas.

## Resultados

### Masculino
| Evento | Oro                              | Plata                          | Bronce                                                         |
| ------ | -------------------------------- | ------------------------------ | -------------------------------------------------------------- |
| –56 kg | Rodolfo Yamayose · Brasil        | Paul Landers · Canadá          | Sebastián Ulla Argentina Clayton Sunada Estados Unidos         |
| –60 kg | Antonio Okada Estados Unidos     | Willis García · Venezuela      | Salvador Hernández · México · Shigueto Yamasaki · Brasil       |
| –65 kg | Jimmy Pedro Estados Unidos       | Israel Hernández Planas · Cuba | Francisco Morales Vivas · Argentina · Roger Durán · Venezuela  |
| –71 kg | Mario González Aguilera · México | Ernst Laraque Haití            | Dan Hatano Estados Unidos Edgardo Antinori Argentina           |
| –78 kg | Richard Riley Estados Unidos     | Ezequiel Paraguassu · Brasil   | Gastón García · Argentina · Kilmar Campos · Venezuela          |
| –86 kg | Wagner Castropil · Brasil        | Javier Pina · México           | Joseph Wanag Estados Unidos Hermate Souffrant Haití            |
| –95 kg | Aurélio Miguel · Brasil          | Belarmino Salgado · Cuba       | Jorge Aguirre Wardi · Argentina · Charles Griffith · Venezuela |
| +95 kg | José Mario Tranquilini · Brasil  | Frank Moreno García · Cuba     | Orlando Baccino Argentina                                      |

### Femenino
| Evento | Oro                                | Plata                        | Bronce                                                                 |
| ------ | ---------------------------------- | ---------------------------- | ---------------------------------------------------------------------- |
| –45 kg | Ivis García · Venezuela            | Cynthya Tan · Canadá         | Andreza Bariane · Brasil · Amy Moesta · Estados Unidos                 |
| –48 kg | Amarilis Savón · Cuba              | María Villapol · Venezuela   | Andrea Berti Rodrigues · Brasil · Liliana Fernández · México           |
| –52 kg | Carolina Mariani Argentina         | Nathalie Gosselin · Canadá   | Jo Anne Quiring · Estados Unidos · Legna Verdecia Rodríguez · Cuba     |
| –56 kg | Driulis González Morales · Cuba    | Maniliz Segarra Puerto Rico  | Jemina Alves · Brasil · Renee Hock · Canadá                            |
| –61 kg | Ileana Beltrán Zulueta · Cuba      | Xiomara Griffith · Venezuela | Mariel Quintieri · Argentina · Eleucadia Vargas · República Dominicana |
| –66 kg | Odalys Revé Jimenéz · Cuba         | Laura Martinel Argentina     | Rosicleia Campos · Brasil · Sophie Roberge · Canadá                    |
| –72 kg | Niurka Moreno · Cuba               | Karine Blanchet · Canadá     | Sandra Bacher Estados Unidos Marcela Cano Argentina                    |
| +72 kg | Estela Rodríguez Villanueva · Cuba | Nilmari Santini Puerto Rico  | Edilene Andrade · Brasil · Colleen Rosensteel · Estados Unidos         |

## Medallero
| Núm. | País                 | Oro | Plata | Bronce | Total |
| ---- | -------------------- | --- | ----- | ------ | ----- |
| 1    | Cuba                 | 6   | 3     | 1      | 10    |
| 2    | Brasil               | 4   | 1     | 6      | 11    |
| 3    | Estados Unidos       | 3   | 0     | 7      | 10    |
| 4    | Venezuela            | 1   | 3     | 3      | 7     |
| 5    | Argentina            | 1   | 1     | 8      | 10    |
| 6    | México               | 1   | 1     | 2      | 4     |
| 7    | Canadá               | 0   | 4     | 2      | 6     |
| 8    | Puerto Rico          | 0   | 2     | 0      | 2     |
| 9    | Haití                | 0   | 1     | 1      | 2     |
| 10   | República Dominicana | 0   | 0     | 1      | 1     |
|      | TOTAL                | 16  | 16    | 31     | 63    |